# 1929 en photographie
| Années de la photographie : 1926 - 1927 - 1928 - 1929 - 1930 - 1931 - 1932    |
| Décennies de la photographie : 1890 - 1900 - 1910 - 1920 - 1930 - 1940 - 1950 |

Cet article présente les faits marquants de l'année 1929 en photographie.

## Événements

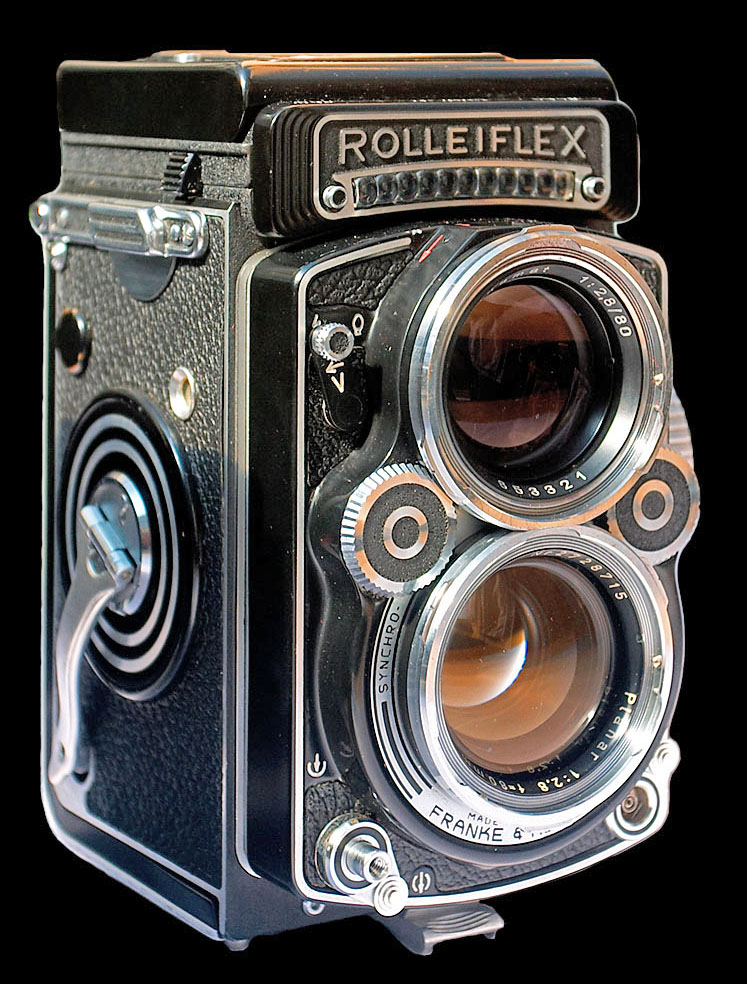
Rolleiflex.

- Grete Stern et Ellen Auerbach créent à Berlin le studio de photographie ringl + pit[1].

- La marque allemande Rollei commercialise le Rolleiflex, appareil photographique de moyen format (6 x 6 cm) bi-objectif ; les deux objectifs, solidaires, servent, l'un à la mise au point, l'autre à la prise de vue. D'un emploi discret, il a été pendant de nombreuses années l'appareil photo des reporters couvrant les manifestations publiques (sportives, politiques, culturelles, mondaines ou autres)[2].
- Laure Albin Guillot, devenue veuve, développe son activité professionnelle et ouvre un studio photographique 43, boulevard de Beauséjour dans le 16e arrondissement de Paris[3].

- Ouverture du Museum of Modern Art (MoMA) à New York, qui inclut la photographie dans ses collections d'art moderne.

## Photographies notables
- Éli Lotar réalise un reportage photographique sur les abattoirs de la Villette à Paris pour la revue Documents de Georges Bataille[4].

## Livres de photographie
- Paris. Avec l'album de photographies d'Eugène Atget, textes de Pierre Mac Orlan, André Salmon et Bernard Zimmer, 71 p. (numéro spécial du Crapouillot).
- Karl Blossfeldt (préf. Karl Nierendorf), La Plante. Cent vingt planches en héliogravure d'après des détails très agrandis de formes végétales, Paris, Librairie des Arts décoratifs et A. Calavas, éditeur (lire en ligne).
- Germaine Krull (préf. Florent Fels), Métal, Paris : Librairie des Arts décoratifs ;  A. Calavas éditeur : portfolio de 64 photographies de structures métalliques (ponts transbordeurs, bâtiments industriels, machineries de la tour Eiffel), qui apparaît comme le manifeste du courant artistique Nouvelle Vision[5].
- (de) August Sander (préf. Alfred Döblin), Antlitz der Zeit. Sechzig Aufnahmen deutscher Menschen des 20. Jahrhunderts [« Visage du temps. Soixante photographies d'Allemands du XXe siècle »], Munich, Kurt Wolff/Transmare Verlag[6].

## Études, essais, articles
- Berenice Abbott, « Eugène Atget », Creative Art, n° 5, septembre 1929, p. 651-656.

## Expositions
- Le Deutscher Werkbund organise à Stuttgart l'exposition Film und Foto (FiFo), première grande exposition de photographie moderne européenne et américaine ; László Moholy-Nagy et Sigfried Giedion en sont deux des commissaires ; y sont présentées 1 200 œuvres de 191 artistes dans les domaines de la photographie et des arts visuels, du cinéma, de la peinture[7] ; l'exposition est ensuite présentée à Zurich, Berlin, Dantzig et Vienne, et en 1931 à Tokyo et Osaka.
  - parmi les photographes présentés : Germaine Krull, Berenice Abbott, Hein Gorny (de), Eugène Atget, Man Ray, Alexandre Rodtchenko, Edward Steichen, Imogen Cunningham, Charles Sheeler, Brett Weston ;
  - après avoir vu l'exposition, le critique d'art Franz Roh et Jan Tschichold publient l'essai Foto-Auge, affirmant que la photographie avait changé de manière définitive : (de + fr + en) Franz Roh et Jan Tschichold, Foto-Auge / Œil et photo / Photo-eye : 76 Fotos der Zeit, Stuttgart, Akademischer Verlag Dr. Fritz Wedekind & Co., 18 p. et 76 ff. de photographies ; avec des photographies entre autres de Man Ray, Lazar Lissitzky, Max Ernst, Karel Teige, Brett Weston, Edward Weston, Hans Finsler (de).

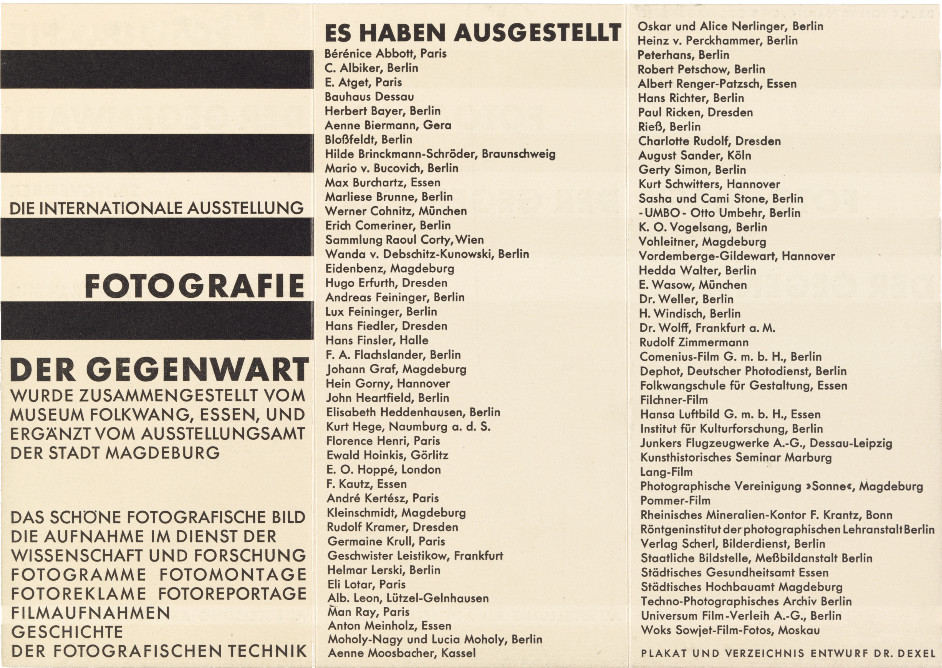
Page de la brochure de l'exposition Fotografie der Gegenwart avec la liste des photographes exposés.

- 20 janvier - 17 février : Fotografie der Gegenwart (en), Musée Folkwang, Essen ; l'exposition est présentée ensuite dans différentes galeries allemandes, à Hanovre, Berlin, Dresde et Magdeburg, ainsi qu'à Londres à la Whitechapel Gallery[8].

## Festivals et congrès photographiques
- 24e Salon international d'art photographique, Hôtel de la Société française de photographie, 51 rue de Clichy, Paris[9].

## Naissances
- 18 février : Takeyoshi Tanuma, photographe japonais, mort le 1er juin 2022.
- 24 février : Zdzisław Beksiński, artiste et photographe polonais, mort le 21 février 2005.
- 1er mars : Roger Rössing, photographe allemand, mort le 10 avril 2006.
- 13 mars : Bill Cunningham, photographe de mode américain travaillant pour le New York Times, mort le 25 juin 2016.
- 21 mars : Robert Lebeck, photojournalisme allemand, mort le 14 mai 2014.
- 15 avril : Renate Rössing, photographe est-allemande, connue pour ses photos de la vie quotidienne en République démocratique allemande dans les années 1950 et 1960, morte le 11 juillet 2005.
- 10 mai : Fernand Michaud, photographe français, mort le 20 avril 2012.
- 11 mai : Daniel Camus, photojournaliste français, mort le 30 septembre 1995.
- 6 juin : James Barnor, photographe ghanéen.
- 21 juin : Gilbert Garcin, entrepreneur et photographe français, mort le 17 avril 2020.
- 15 juillet : George S. Zimbel, photographe américain installé au Canada, mort le 9 janvier 2023.
- 7 août : Marija Braut, photographe croate, morte le 1er juillet 2015.
- 15 septembre : Marcel Imsand, photographe et reporter suisse vaudois, mort le 11 novembre 2017.
- 21 septembre : John Kouns, photographe américain, mort le 5 janvier 2019.
- 23 octobre : Leonard Freed, photographe américain, mort le 29 novembre 2006.
- 2 décembre : Harry Benson, photographe écossais.
- Date précise inconnue ou non renseignée :
  - Don Hong-Oai, photographe chinois, mort le 8 juin 2004.
  - Aleksandar Ravlić, journaliste et photographe bosnien, mort le 15 septembre 2005.

## Décès
- 22 février : Stanisław Julian Ignacy Ostroróg, dit aussi Lucien Waléry, Stanislas Waléry et Laryew, photographe britannique d'origine polonaise, actif à Paris, né le 12 septembre 1863.
- 25 février : Alexander Binder, photographe allemand, connu pour ses portraits de célébrités allemandes, né le 1888.
- 25 mars : Antonio Esplugasphotographe espagnol, l'un des premiers photographes catalans, né le 26 avril 1852.
- 16 avril : T. Enami (Enami Nobukuni), photographe japonais de l'ère Meiji, né le 17 février 1859.
- 12 mai : Gustave Marissiaux, photographe pictorialiste belge qui a réalisé des reportages dans les houillères du bassin liégeois, né le 1er septembre 1872.
- 8 août : Rodolphe Archibald Reiss, criminologue et criminaliste germano-suisse, pionnier de la police scientifique passionné de photographie et photographe, mort le 8 juillet 1875.
- 9 août : Heinrich Zille, photographe allemand, né le 10 janvier 1858.
- 11 août : Venancio Gombau, photographe et photojournaliste espagnol, né le 1er avril 1861.
- 6 septembre : Ogawa Kazumasa, photographe japonais, né le 29 septembre 1860.
- 2 décembre : Karl Bulla, photographe russe d'origine prussienne, considéré comme le premier maître de la photographie de reportage russe, né le 26 février 1853 ou 1855.
- 21 décembre : Paul Géniaux, photographe français, né le 28 octobre 1873.

- Date inconnue ou non renseignée : 
  - Zenón Quintana, photographe espagnol, né en 1848.

## Célébrations
Centenaire de naissance
- Thomas Annan
- François Aubert
- Alexander Bassano
- Ferdinand Carlier
- William Downey
- Esteban Gonnet
- Laure Mathilde Gouin
- Charles Herbert
- Hippolyte Mailly
- Caroline Emily Nevill
- Alfred Perlat
- Pierre Rossier
- Andrew Joseph Russell
- Carleton Watkins